# Kozliv, Lokaci
Kozliv (în ucraineană Козлів) este localitatea de reședință a comunei Kozliv din raionul Lokaci, regiunea Volînia, Ucraina.

## Demografie
Componența lingvistică a localității Kozliv
     Ucraineană (100%)
Conform recensământului din 2001, toată populația localității Kozliv era vorbitoare de ucraineană (100%).